# Глава
Глава је део животињског тела, који се налази на предњој или горњој страни тела. Постоји код већине животиња, нарочито код оних који имају билатералну симетрију тела. У случају када су у пределу главе концетрисани чулни и нервни систем говоримо о постојању процеса цефализације.
Предњи (рострални) део главе се назива њушка, а код човека лице. Глава копнених, тетраподних кичмењака (лат. Tetrapoda), је од остатка тела одвојена вратом који јој омогућава покрете у страну.